# Lantmannapartiet
Lantmannapartiet var ett riksdagsparti i andra kammaren i Sveriges riksdag, 1867–1912. Från början var det närmast ett intresseparti för landsbygdsbefolkningen, men det utvecklades under 1890-talet i ideologiskt konservativ riktning.
Tullstriden ledde till att partiet 1888 splittrades i det frihandelsvänliga Gamla lantmannapartiet och det protektionistiska Nya lantmannapartiet. Efter att tullstriden hade avslutats slogs de båda partierna samman 1895 under sitt gamla namn. År 1912 slogs det ihop med Nationella framstegspartiet till Lantmanna- och borgarepartiet, som kom att kallas andrakammarshögern. Det är därmed en av Moderata samlingspartiets historiska föregångare.

## Historik
När den första tvåkammarriksdagen samlades 1867 fylldes andra kammaren med ett stort antal lantmän. Det var naturligt eftersom tre fjärdedelar av rikets befolkning levde av jordbruk när 1866 års riksdagsordning blev till. I kammaren började genast olika partier att formeras. En grupp liberaler ville samla sig för att stödja regeringen under justitiestatsministern friherre Louis De Geer. Lantmannapartiet grundades främst av riksdagsledamöter som inte delade dessa liberalers åsikter. 
Riksdagsbönderna förstod sig bra på vad jordbrukarna själva behövde för att reda sig, och arbetade också på att förbättra deras ställning. Däremot hade de i allmänhet inte så starkt sinne för andra näringars behov och än mindre för vetenskap och konst. Istället betonade praktisk nytta och sparsamhet med statens medel. Mot alla försök till utvidgning av byråkratins makt på bekostnad av den folkliga självstyrelsen satte bönderna också ett segt motstånd. I försvarsverket såg flertalet av bönderna egentligen mest en dyrbar lyx som det gällde att begränsa så mycket som möjligt.
Partiet hade från början ingen uttalad ideologi, men innehöll inslag av såväl liberalism som konservatism och var dessutom i någon mån ett intresseparti för jordbrukarna. Partiet gjorde till sin främsta uppgift att genomföra sparsamhet med statens medel samt befria jordbrukarna från indelningsverket och från en del skatter som endast drabbade deras egen samhällsklass, de så kallade grundskatterna. Var det rättvist, frågade de, att jordbrukarna ensamma skulle underhålla största delen av landets krigshär? Efter många och långa strider lyckades Lantmannapartiet driva igenom sina önskemål.
De ledande personerna i partiet var från början den konservative men frihandelsvänlige greve Arvid Posse och den liberale Emil Key samt en skara riksdagsledamöter som hade tillhört bondeståndet före representationsreformen. Även om Posse var frihandelsvänlig, innehöll partiet redan från början även många protektionister. Bland de ledande bönderna i partiet fanns i början Eric Ersson i Vallsta, Carl Ifvarsson och Jöns Rundbäck. Key författade det första partiprogrammet och partiet antog det namn, Lantmannapartiet, som egentligen torde ha myntats av deras motståndare redan innan partiet formellt konstituerade sig.

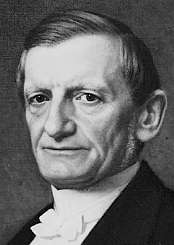
Greve Arvid Posse

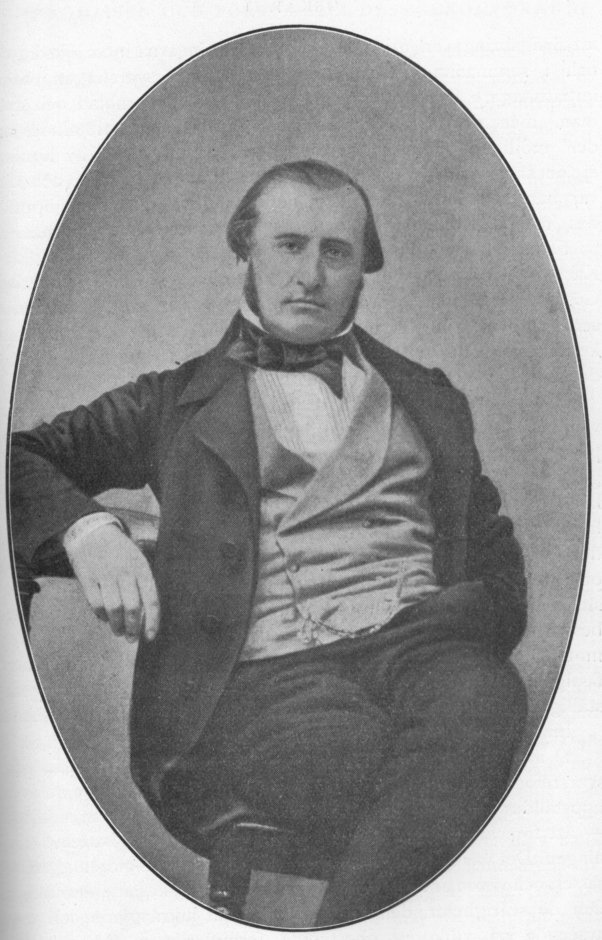
Emil Key

Från början var partiet i minoritet i kammaren, men lyckades redan 1868 få en svag majoritet i valen till riksdagens olika utskott. 1868 hade Nyliberala partiet bildats, och Lantmannapartiet såg i utskottsvalen 1869 till att utmanövrera detta parti från något egentligt inflytande. Sedan Nyliberala partiet hade splittrats på försvarsfrågan 1871, en fråga som snarare stärkte Lantmannapartiets sammanhållning, blev Intelligenspartiet Lantmannapartiets huvudmotståndare. 
Posse var andra kammarens talman 1876–1880 och efterträdde Louis De Geer som Sveriges statsminister 1880. Som statsminister väntades han förstås ha Lantmannapartiets stöd, och kunde från början också räkna med stöd från andra som hade varit i opposition mot den de geerska ministären. Politiska partier var emellertid inte lika fasta sammanslutningar på 1800-talet som de har blivit senare, och det visade sig efter några år att regeringens politik inte stöddes av alla medlemmar av Lantmannapartiet. 
Posse avgick som statsminister 1883 och de slitningar inom partiet som hade gjort sig gällande under hans tid som statsminister innebar så småningom att partiet splittrades 1888. Huvudsakligen gällde splittringen tullfrågan, där protektionisterna kom att bilda Nya lantmannapartiet tillsammans med ett antal protektionistiska riksdagsledamöter som inte hade tillhört Lantmannapartiet; detta parti var tämligen konservativt i sin politik. Den återstående delen av Lantmannapartiet omkonstituerade sig som Gamla lantmannapartiet, förde en frihandelsvänlig politik och upptog i huvudsak Lantmannapartiets liberala tradition.
Redan 1895 återförenades dock Gamla och Nya lantmannapartierna under namnet Lantmannapartiet. Tullfrågan var inte längre den stora frågan på dagordningen, och i städerna hade flera mer radikala riksdagsledamöter valts in vid 1893 års val, och de båda lantmannapartierna förenades av en vilja att motverka dessa radikala krafter. Detta ledde så småningom till att partiet fick en tydligare gemensam ideologisk profil och blev andra kammarens högerparti. Man var således inte längre främst ett intresseparti för landsbygdsbefolkningen.
För att motverka en radikalisering av politiken var Lantmannapartiet inte särskilt intresserade av att medverka till reformer av rösträtten, men rösträttsreformen 1902 drevs inte minst av den ledande lantmannapartisten Ivar Månsson i Trää och partiet ställde sig bakom denna reform. Partiet saknade länge en rikstäckande kampanjorganisation, något som skulle komma att behövas då rösträtten utökades. Därför bildades Allmänna valmansförbundet år 1904, en riksorganisation som var gemensam för flera högergrupper i riksdagens båda kamrar.
Partiet splittrades på nytt 1906, när ett 40-tal riksdagsledamöter under ledning av Hans Andersson i Nöbbelöv lämnade Lantmannapartiet och bildade Nationella framstegspartiet. Detta nya parti kom dock att stå Lantmannapartiet nära, även om Lantmannapartiet nu återigen fick karaktär av bondeparti. Bägge partierna stöddes av Allmänna valmansförbundet. Ledande företrädare för Lantmannapartiet var vid denna tid Carl Persson i Stallerhult och Lars Johan Jansson i Djursätra.
Från och med riksdagen 1912 återförenades Lantmannapartiet med Nationella framstegspartiet. Vid återföreningen antogs namnet Lantmanna- och borgarepartiet. Partiet uppgick 1935 i Högerns riksdagsgrupp, som numera heter Moderata samlingspartiets riksdagsgrupp.